# Worodougou
Worodougou ist eine Verwaltungsregion der Elfenbeinküste mit der Hauptstadt Séguéla. Bis 2011 bildeten die Regionen die höchste Verwaltungsebene des Landes. Seitdem untersteht die Region dem Distrikt Woroba.
Laut Zensus leben in der Region 272.334 Menschen.
Die Region ist in die Départements Kani und Séguéla eingeteilt.